# ルーム・セルジューク朝

ルーム・セルジューク朝
السلاجقة الروم (ペルシア語)
Anadolu Selçuklu Devleti (トルコ語)

1240年代までのルーム・セルジューク朝の支配領域

| 先代                                                                   | 次代                                                                          |
| ---------------------------------------------------------------------- | ----------------------------------------------------------------------------- |
| ビザンツ帝国 大セルジューク朝 ダニシュメンド朝 アルトゥク朝 サルタク朝 | モンゴル帝国 イルハン朝 オスマン帝国 カラマン侯国 ベイリク アンティオキア公国 |
ルーム・セルジューク朝（ルーム・セルジュークちょう、ペルシア語:  سلجوقیان روم Saljūqiyān-i Rūm、英: Rûm sultanate）は、セルジューク朝（大セルジューク朝）の地方政権として分裂して成立し、アナトリア半島を中心に支配したテュルク人のイスラム王朝である。当初、首都はニカイア（現在のイズニク）に定められていたが、1097年に第1回十字軍によってニカイアが占領されたため、再びコンヤを都とした。「ルーム」とは「ローマ」の意味で、ビザンツ帝国（東ローマ帝国）領であったアナトリアの地を指す言葉としてイスラム教徒の間で用いられ、アナトリアを拠点としたことからルーム・セルジューク朝という。

## 歴史

### 建国初期

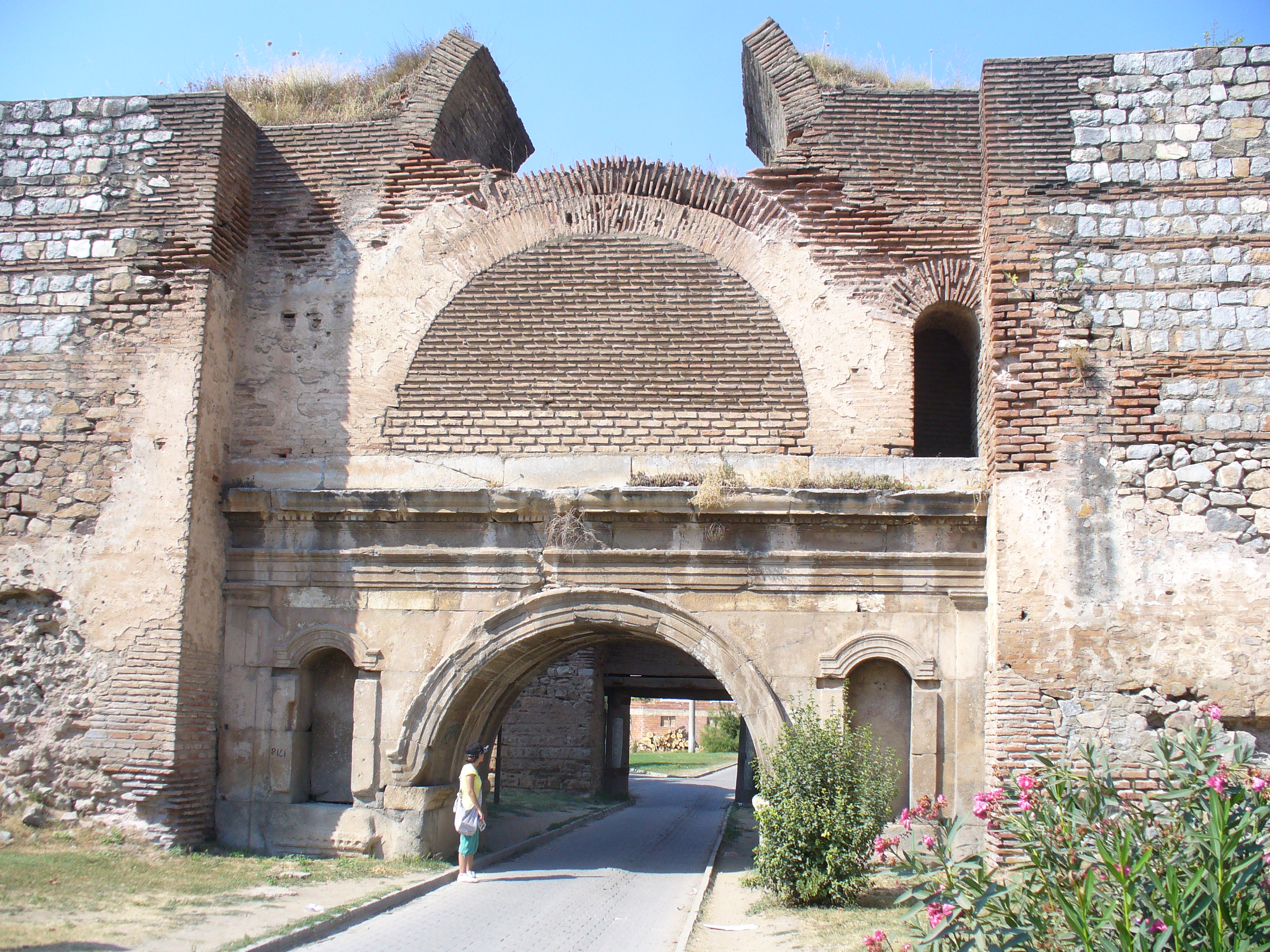
ニカイアのイスタンブール門

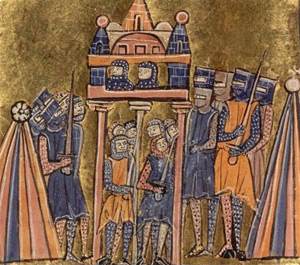
ニカイア包囲戦

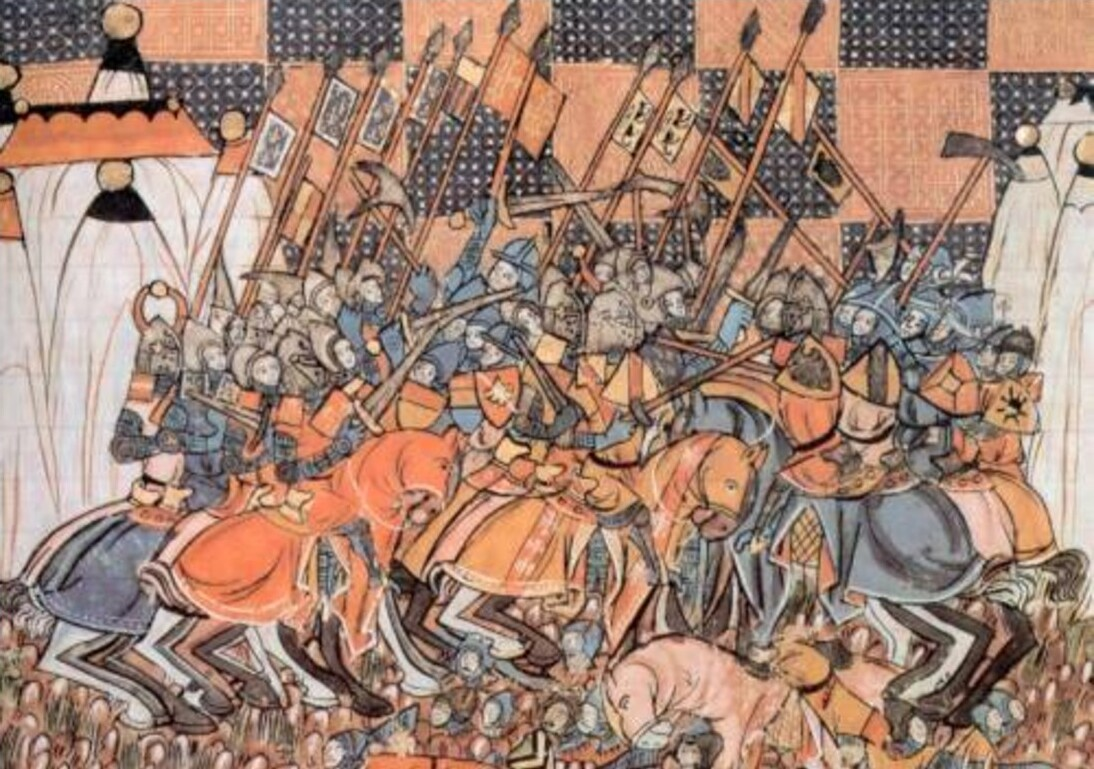
ドレリウムの戦い

建国者のスライマーン1世・イブン＝クタルミシュは、セルジューク家の祖セルジュークの玄孫にあたる。スライマーンの父クタルミシュはアルプ・アルスラーンとセルジューク朝の王の地位を争うが、1063年のデヘ・ナマクの戦いで敗れ、敗走の途上で没した。敵対者の子であるスライマーンは命こそ助けられたが、王族としての扱いは受けられなかった。
1071年のマラズギルトの戦いにおけるセルジューク朝の勝利後、ビザンツ帝国の軍事的影響力が弱まったアナトリアではトゥルクマーン系遊牧民の進出が始まる。マラズギルトの戦勝者であるスルターン・アルプ・アルスラーンには積極的にアナトリアに進出する意図は無く、アルプ・アルスラーンの跡を継いでスルターンに即位したマリク・シャーは、スライマーンとマンスールの兄弟に80,000戸のトゥルクマーンを与えてアナトリアの統治を命じた。1074年から1075年の間にスライマーンはニカイアを占領、ビザンツ皇帝と同盟してアナトリアの君主の地位をうかがうマンスールに勝利する。そして1077年にスライマーンはセルジューク朝からアナトリアの支配権を認められ、独立を宣言するが、大セルジューク朝の君主と異なり「スルターン」の称号は名乗らなかった。ビザンツと協定を結んだスライマーンはアナトリア南部に進攻し、タルススなどの都市を獲得した。さらにスライマーンは東方に進み、1084年12月（あるいは1085年）に小アルメニア領のアンティオキア（現在のアンタキヤ）を制圧するが、スライマーンがシリアへも進出したために、他のセルジューク朝の王族との間に対立が生まれる。1086年6月にスライマーンはシリア・セルジューク朝の創始者トゥトゥシュとの戦いに敗れ、落命した。成人していなかったスライマーンの子クルチ・アルスラーン1世はホラーサーン地方に召還され、マリク・シャーの元に留められた。指導者を欠いたアナトリア地方では領主たちが独立して互いに争い、セルジューク朝の支配領域はアルメニアにまで後退した。
マリク・シャーの没後、1092年にクルチ・アルスラーンは解放されてアナトリアの統治を命じられ、ニカイアに入城する。1096年、アナトリアに上陸した十字軍（第1回十字軍）が、ニカイアを包囲する事件が起きる（ニカイア包囲戦）。クルチ・アルスラーンはマラティヤ包囲中に十字軍の出現を知り、ニカイアに戻るが敗れ、翌1097年に首都を失った。ルーム・セルジュークはそれまで敵対関係にあったトゥルクマーン系の国家ダニシュメンド朝と同盟して十字軍と戦うが、ドリュラエウム（現在のエスキシェヒール）の戦いに敗れる（ドリュラエウムの戦い）。1097年8月にコンヤ、ヘラクレア（現在のエレーリ）、カエサレア（現在のカイセリ）が十字軍に占領され、ルーム・セルジュークが制圧していたエーゲ海沿岸部の地域はビザンツによって奪い返された。トゥルクマーン諸勢力は十字軍に対抗するために連合し、1101年8月のミラノ大司教アンセルモの撃破を皮切りにヌヴェール伯、アキテーヌ・バイエルン軍を破り（1101年の十字軍）、トゥルクマーンたちは勢力を回復した。

### 首都の移転
ドリュラエウムの戦いの後、ルーム・セルジュークはアナトリア中央の高原地帯に後退するが、領地を接するダニシュメンド朝とマラティヤの帰属を巡って争うことになる。ニカイアに代わる新たな首都に定められたコンヤは1101年から1102年にかけてダニシュメンド朝に包囲され、一時的に占領された。
他方、マリク・シャー没後のイラン、イラクでは後継を巡る混乱が続いており、クルチ・アルスラーンはイラクへの進出を計画した。1106年にマラティヤとマイヤーファーリキーン（現在のシルワーン）がルーム・セルジュークの支配下に入り、1107年にセルジューク朝のスルターン・ムハンマド・タパルに反抗するモースル（マウスィル）の住民に招聘されてクルチ・アルスラーンは同地に入城する。入城後にクルチ・アルスラーンは金曜礼拝のフトバからムハンマド・タパルの名前を削り、代わりに自身の名前を入れて読み上げさせた。同年7月にムハンマド・タパルが派遣したアミール・チャヴルとハーブール河畔で衝突するが、戦闘はルーム・セルジューク側の敗戦に終わり、クルチ・アルスラーンは敗走中に溺死する。
クルチ・アルスラーン1世の死後、彼の5人の子が王位を巡って争い、内訌に介入したビザンツとダニシュメンド朝によって領土の一部を奪われる。クルチ・アルスラーン1世の子の一人マリク・シャーはビザンツを攻撃するが成果を挙げられず、1116年にダニシュメンド朝と同盟した弟のマスウード1世によって廃位された。マスウード1世はダニシュメンド・ガーズィの没後混乱するダニシュメンド朝を攻撃し、アンカラ、チャンクルを占領した。1147年に第2回十字軍がアナトリアに上陸した折、マスウード1世はフランスのルイ7世、神聖ローマ帝国のコンラート3世を破り、西欧諸国の計画を破綻させた。1153年に小アルメニア王国のトロス2世、1154年にビザンツ皇帝マヌエル1世コムネノスとルーム・セルジュークの間に盟約が結ばれ、それから間も無くマスウードは没した。
マスウードの跡を子のクルチ・アルスラーン2世が継いで以降、西アジア史におけるルーム・セルジューク朝の重要性が増していく。

### ミュリオケファロンの戦い、国内の分裂

1190年のルーム・セルジューク朝の支配領域

即位後のクルチ・アルスラーン2世はダニシュメンド朝、ビザンツ帝国以外に弟のシャーヒンシャーと敵対していた。クルチ・アルスラーンはビザンツ帝国との関係を修復し、1161年から1162年にかけて自らコンスタンティノープルを訪問して協約を締結する。クルチ・アルスラーンはダニシュメンド朝と交戦した際、ダニシュメンド朝を支援するシリアのザンギー朝との関係を悪化させ、1172年（または1173年）にザンギー朝のヌールッディーンによって一時期スィヴァスを占領される。ザンギー朝との和議が成立してザンギー軍が撤退するとクルチ・アルスラーンはダニシュメンド朝支配下の都市を再び攻撃し、同時にザンギー朝との衝突を極力避ける方針を採った。1176年に東方の失地回復を図るマヌエル1世コムネノスが親征を行うと、クルチ・アルスラーンもトゥルクマーンからなる軍隊を率いて迎撃に向かい、9月17日にミュリオケファロンでビザンツ軍に勝利した（ミュリオケファロンの戦い）。ミュリオケファロンの勝利の後に両国の間に和平が結ばれ、ビザンツがルーム・セルジュークに対して大規模な軍事行動を行うことは無くなった。1178年にルーム・セルジュークはダニシュメンド朝を滅ぼし、アナトリアに確固たる支配権を築いた。1179年から1181年にかけて、シリア北部の都市の帰属を巡ってアイユーブ朝との関係が悪化するが、大規模な軍事衝突には発展しなかった。
クルチ・アルスラーンは晩年に11人の王子と1人の王女に領土を分割して与えるが、首都のコンヤを末子のカイホスロー（後のカイホスロー1世）に与えたために他の息子は不満を抱き、王子たちの間で争いが起きる。王子たちの内訌に加えて、西欧では1189年に第3回十字軍が開始され、アナトリアは神聖ローマ皇帝フリードリヒ1世の攻撃を受ける。1190年5月にフリードリヒ1世はコンヤに到達、一時十字軍にコンヤを占領される。1192年9月にクルチ・アルスラーンが没すると、王族間の争いはより激化する。
一旦はカイホスロー1世が王位を継ぐが、最終的にトカトの統治者であるスライマーン2世が王位に就き、カイホスローはアナトリアを脱してビザンツ帝国に亡命した。スライマーンは1204年にエルズルムを支配するアタベク政権のサルトゥク朝を滅ぼし、続いてグルジア王国への遠征を行うが敗戦に終わり、グルジア遠征の帰路でスライマーンは没した。スライマーン没後、彼の子のクルチ・アルスラーン3世が王位に就く。クルチ・アルスラーン3世が短い在位期間を経て廃された後、コンスタンティノープルから帰国したカイホスローが即位する。
カイホスロー1世の復位からカイクバード1世の治世にかけて、ルーム・セルジューク朝は最盛期を迎える。

### 最盛期

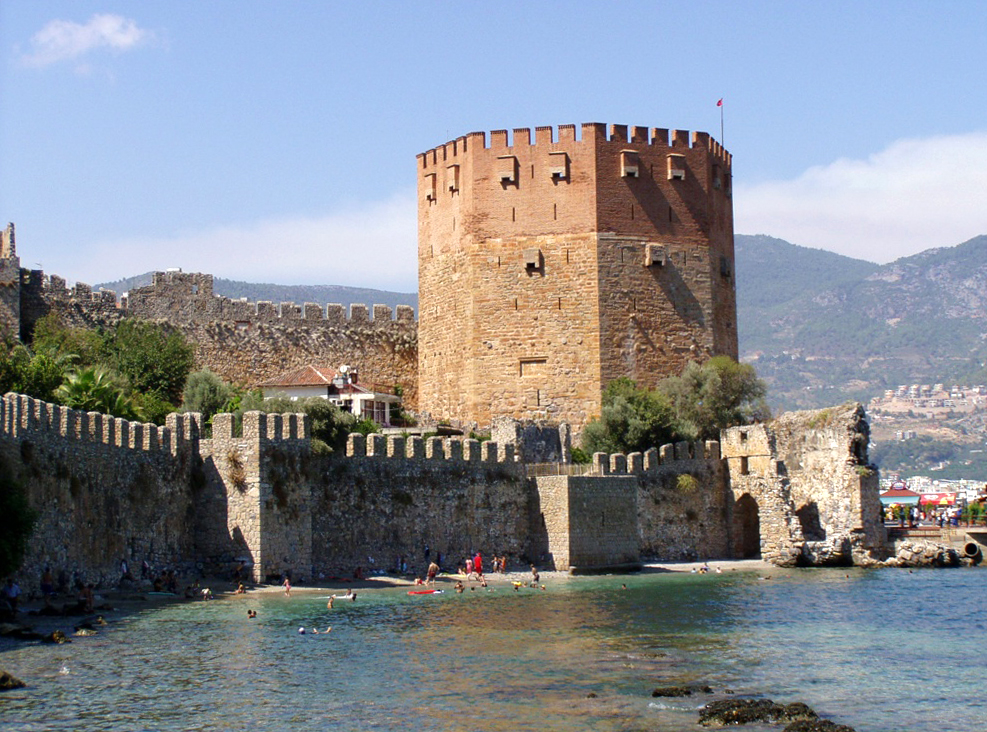
ルーム・セルジューク期の建築物クズル・クレ（赤い塔）。1226年にアランヤに建造された

クルチ・アルスラーン2世時代以前のルーム・セルジューク朝は大セルジューク朝と同じ内陸国家であり、海洋への進出は計画されなかったが、13世紀に入って内陸国家であるルーム・セルジューク朝に変化が起きる。1207年に地中海に面する港湾都市アンタルヤがルーム・セルジュークの支配下に入り、ルーム・セルジュークは初めて海洋に進出する拠点を得、ヴェネツィア共和国と通商関係を構築した。1211年にカイホスロー1世はアラシェヒルの戦いでニカイア帝国に勝利するが、戦闘の前後に陣没した。
カイホスロー1世の死後、2人の王子が後継者の地位を巡って争う。勝利したのは長子のカイカーウス1世であり、敗れた弟のカイクバード（後のカイクバード1世）はマラティヤ近郊の城砦に幽閉された。1214年にカイカーウスはアナトリア東北部を支配するトレビゾンド帝国を攻撃してトレビゾンド皇帝アレクシオス1世を捕らえ、釈放の条件としてトレビゾンド帝国に毎年の貢納を科すとともに、黒海沿岸の港湾都市スィノプをトレビゾンドから獲得した。スィノプの獲得によってルーム・セルジュークはアナトリア半島南北に海洋に面する都市を得、カイカーウスはコンヤに建立したモスクの碑文に自らを「二つの海のスルターン」と刻ませた。1216年にカイカーウスはアンタルヤを占領した十字軍と小アルメニア王国を破って軍を進め、一時的にシリア北部のアレッポを占領する。アレッポの永続的な占領には失敗し、カイカーウスはシリア遠征後に病死する。
カイカーウスの没後、解放された弟のカイクバードが即位する。
即位後、カイクバードは宮廷内で強い発言力を持つ有力者に代えて、グラーム（宮廷奴隷）出身の軍人や仕官歴の短い書記を抜擢する人事を行った。1223年にアンタルヤ東方の港町カロノロスがルーム・セルジュークの支配下に入る。征服後カロノロスはカイクバードのラカブ（尊称）である「アラー・アッディーン」にちなんでアラーイーヤと呼ばれるようになった。アラーイーヤにはクズル・クレ（「赤い塔」という意味。見張り用の櫓）と造船所、宮殿が建設され、ルーム・セルジューク朝のスルターンの冬季の滞在地とされた。1227年にはスィノプを発ったルーム・セルジュークの遠征軍がクリミア半島に上陸し、近隣のキプチャク族を従属させる。1227年のクリミア遠征は、大セルジューク朝時代も含めて、セルジューク朝の軍隊が海を越えて軍事活動を行った最初の例である。

1228年にアナトリア東部のエルズィンジャンを支配するメンギュジク朝を従属させ、東方に影響力を拡大した。1229年5月にアゼルバイジャンを拠点に再興したホラズム・シャー朝から同盟を求める使節が到着する。同盟の締結にあたってルーム・セルジューク側からカイクバードの王子カイホスロー（後のカイホスロー2世）とホラズム・シャー朝のスルターン・ジャラールッディーンの娘との婚姻が提案されたが、ホラズム側は提案を拒絶し、またアナトリア東部の都市エルゼルムの帰属を巡っても両国の間で対立が起きた。カイクバードはジャラールッディーンと敵対していたダマスカスのアイユーブ朝の王族と同盟を結び、1230年8月にエルズィンジャン西部のヤッス・チメンの戦いでホラズム・シャー朝に勝利する。1235年までにキャフタ、エデッサ、エルゼルムなどのアナトリア半島の都市がルーム・セルジュークの支配下に入り、カイクバードの時代に現在のトルコ共和国のおおよその国境が成立した。
1237年5月にカイクバードは遠征の企画中にカイセリで病死、跡をカイホスローが継いだ。このカイクバードの死について、カイホスローによる毒殺を推測する研究者も多い。

### キョセ・ダグの戦い

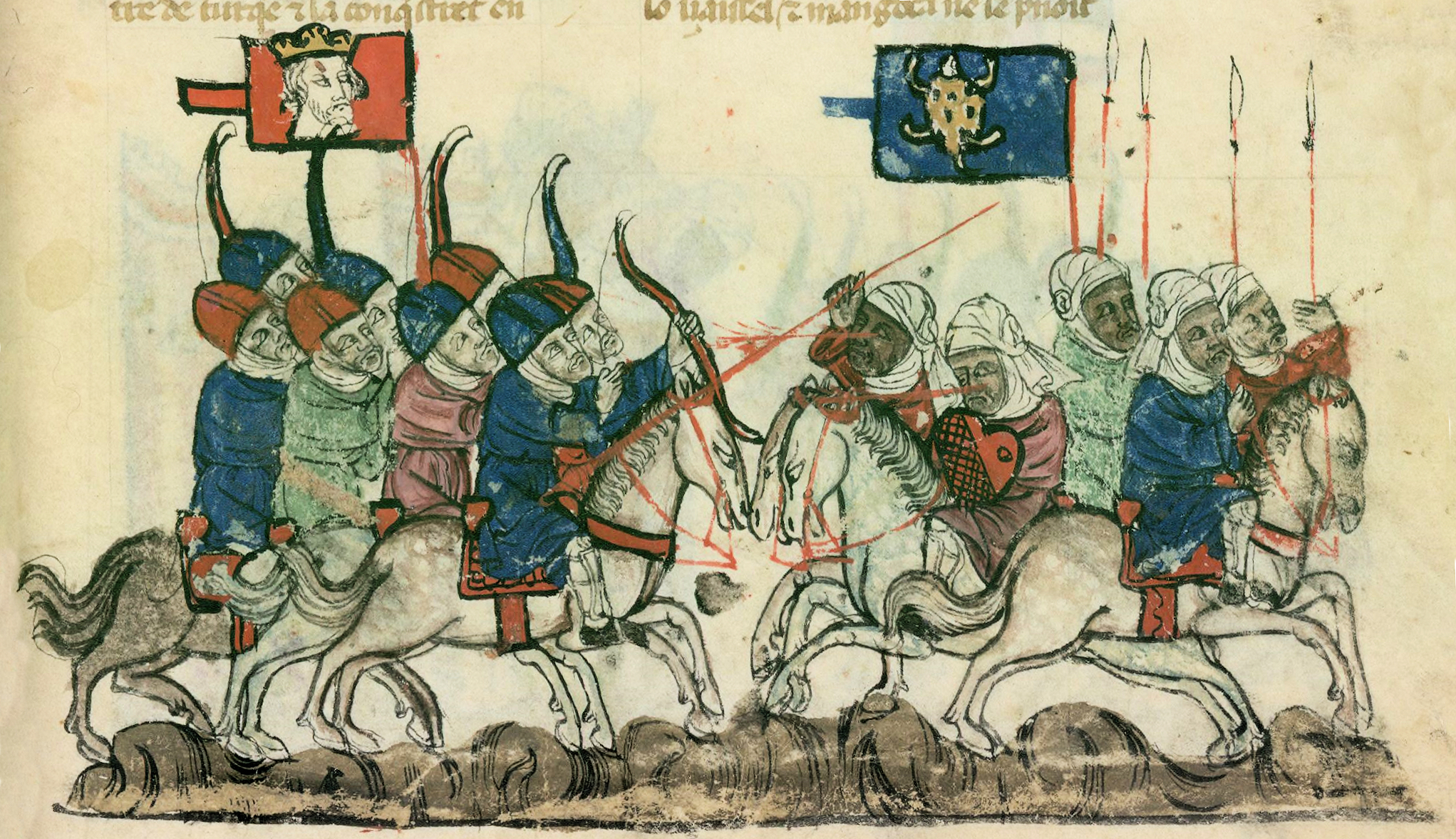
キョセ・ダグの戦い

カイホスロー2世は即位後、宮廷内のホラズム人の有力者カユル・ハーンを殺害したため、ホラズム地方出身の廷臣は臣従を拒んで反乱を起こした。
1240年から1241年にかけて、ユーフラテス川流域でバーバー・イスハークというダルヴィーシュ（スーフィーの修道僧）がトゥルクマーンを指揮して宗教反乱を起こした。反乱は宗教面以外に反貴族政治的な性質も持ち、ルーム・セルジューク軍は反乱軍に何度も敗れ、一時はカイホスローが首都コンヤから脱出する危機に陥った。反乱はフランク人傭兵によって鎮圧され、指導者のバーバー・イスハークは絞首刑に処せられたが、この事件はルーム・セルジューク朝の軍事力の低下を明らかに示していた。
1241年にカイホスローはアルトゥク朝が有するアーミド（現在のディヤルバクル）を占領し、東方に影響力を拡大する。しかし、アーミドの占領直後にルーム・セルジューク朝は東方で勃興したモンゴル帝国からの攻撃に晒される。1232年頃からモンゴル軍はアナトリアで偵察を行っており、その時には大規模な戦闘は発生しなかったが、1240年代より本格的な攻撃が始まり、1242年の秋にエルゼルムがモンゴルによって陥落させられる。カイホスローはエルズィンジャンに侵入したモンゴル軍を迎撃するために親征を行うが、1243年6月26日にルーム・セルジューク軍はキョセ・ダグでバイジュ・ノヤン率いるモンゴル軍に大敗した（キョセ・ダグの戦い）。敗戦後、抵抗することなくモンゴルに降伏したスィヴァスは殺戮を免れたものの城壁と兵器を破壊され、トカト、カイセリは略奪を受けた。モンゴル軍によるアナトリア遠征は（おそらくは略奪を目的として）バイジュの独断で行われたものであり、戦後すぐにモンゴル軍がアナトリアに駐屯することは無かったが、モンゴルに臣従を誓ったルーム・セルジュークには毎年のモンゴルへの貢納が課せられた。臣従から間もなくアナトリアは飢饉に襲われ、危険を避けて黒海沿岸部や地中海沿岸部に逃れる者が多く現れる。1245年にカイホスローはモンゴル軍に協力した小アルメニア王国に懲罰の親征を行う途上で没し、跡をカイホスローの長子のカイカーウス2世が継いだ。このカイホスローの死についても、毒殺を疑う研究者がいる。

### モンゴルへの服属
カイカーウスの擁立には、イラン系の官僚シャムス・アッディーン・ムハンマド・イスファハーニーが大きな役割を果たした。1244年にイスファハーニーは南ロシアに駐屯していたモンゴル帝国の重鎮バトゥの元を訪れた時、アナトリアにおけるバトゥの代官の地位を与えられており、この立場を元に国政の実権を掌握した。カイカーウスの即位後、彼の弟のクルチ・アルスラーン（後のクルチ・アルスラーン4世）とカイクバード（対立王カイクバード2世、在位1249年 - 1257年）がカイカーウスの共同統治者となり、貨幣とフトバにはカイカーウスら三兄弟の名前が刻まれた。領主の中にはクルチ・アルスラーンを単独の王に就けようと企む者もおり、イスファハーニーはクルチ・アルスラーンを支持する一派を粛清するとともにクルチ・アルスラーンの生母を妻とした。イスファハーニーはクルチ・アルスラーンを国元から遠ざけるため、1246年のモンゴル帝国のカアンを選出するクリルタイに彼を出席させた。クリルタイでオゴデイの皇子グユクがカアンに選出された後、彼の従者からイスファハーニーの行為を告発されたグユクはクルチ・アルスラーンをルーム・セルジュークの正式な支配者として承認する。1249年に帰国したクルチ・アルスラーンの党派はイスファハーニーを処刑し、クルチ・アルスラーンの単独統治を要求した。1249年から1256年までの間、カイカーウスとクルチ・アルスラーンは王位を巡って争い、互いにモンゴルの宮廷に働きかけを行うが、実質的にはカイカーウスが単独で王位に就いている状態にあった。モンケ・カアンはカイカーウスとクルチ・アルスラーンの内争を調停するため、クズルウルマク川を境として、ルーム・セルジュークを東西に分けて分割統治するように命令した。
モンケの裁定の後に、クルチ・アルスラーンの党派がカイカーウスに戦いを挑むが敗れ、敗れたクルチ・アルスラーンは投獄された。1256年、後にイルハン朝の創始者となるフレグがイランに移動すると（フレグの西征）、アゼルバイジャンに駐屯していたバイジュがアナトリアへの移動を命じられ、王位を巡る状況に変化が起こる。1256年10月にアナトリアに移動したバイジュはカイカーウスの軍を破り、敗れたカイカーウスは一時ニカイアに亡命した。カイカーウスの帰国後、フレグはルーム・セルジュークの分割統治の継続を承認し、首都コンヤをはじめとする西半分の地域をカイカーウスが、トカトを中心とする東半分の地域をクルチ・アルスラーンが支配した。カイカーウスとクルチ・アルスラーンはシャムス・ウッディーン・マフムードという共通のパルヴァーナ（宰相）を介して共同統治を行っていたが、マフムードが没すると両者は別々にパルヴァーナを任命した。クルチ・アルスラーンのパルヴァーナであるムイン・アッディーン・スライマーン（Muînüddin Süleyman）は自分の君主を単独のスルターンにするため、アナトリアに駐屯するモンゴルの将軍アリンジャクを通して、フレグにカイカーウスがエジプトのマムルーク朝と結託して反乱を企てているという讒言を行った。事実カイカーウスはマムルーク朝と連絡を取り合っており、1261年8月にフレグの命令を受けたクルチ・アルスラーンとモンゴル軍によってカイカーウスはコンヤを追放され、コンスタンティノープルに亡命した。カイカーウスの追放後、クルチ・アルスラーンが単独のスルターンとして即位するが、彼の登位はモンゴル帝国の意向によるものであり、ルーム・セルジュークから独立した主権は既に失われていた。

### 国家の形骸化、滅亡

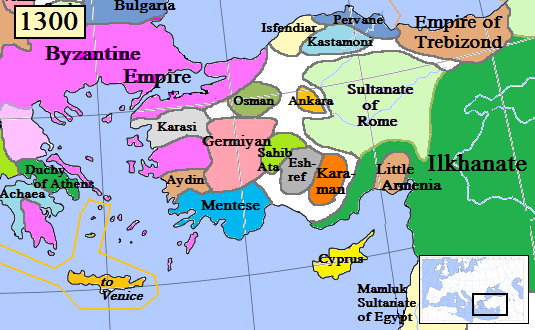
1300年当時のアナトリア半島の勢力図

クルチ・アルスラーンの政権では、イルハン朝の君主であるフレグとアバカの親子から信任を受けていたムイン・アッディーン・スライマーンが実権を有していた。1266年にスライマーンはイルハン朝の許可を得てクルチ・アルスラーンを殺害し、代わりに幼年のカイホスロー3世を即位させた。ルーム・セルジュークはイルハン朝に対して完全に臣従した状態にあり、イルハン朝からの過重な貢納の要求に対して国内では怨嗟の声が上がった。1276年にスライマーンら有力者がイルハン朝の宮廷に伺候して国内を留守にすると、マムルーク朝と結託した廷臣たちによるクーデターが発生する。
マムルーク朝のスルターン・バイバルスはアナトリア半島に遠征し、1277年4月15日にエルビスタンでモンゴル軍に勝利する（エルビスタンの戦い）。4月23日にカイセリに入城したバイバルスは歓迎を受けるが、ルーム・セルジュークの領主たちがモンゴルの報復を恐れて決起しない様子を見て、エジプトに帰国した。
また、バイバルスのアナトリア遠征に呼応して、カラマン家（後のカラマン侯国の原型）のシャムス・ウッディーン・ムハンマド・ベグが、カイカーウス2世の王子と称するスィヤーヴシュを擁して反乱を起こした。1277年5月15日に反乱軍はコンヤを占領し、スィヤーヴシュを君主、ムハンマド・ベグを宰相とした政権が成立するが、アバカがアナトリアに進軍した報告を聞くとムハンマド・ベグはコンヤを放棄し、スィヤーヴシュとムハンマド・ベグの政権は37日間という短期に終わる。翌1278年にルーム・セルジューク、モンゴル軍双方の攻撃を受けてスィヤーヴシュとムハンマド・ベグの両名は戦死した。
エルビスタンの戦いで2人の将校を失ったアバカの怒りは大きく、自ら軍を率いてのアナトリアへの懲罰を企てた。カイセリ、エルゼルム周辺の住民はモンゴル軍に殺害され、バイバルスに敗れて敗走するモンゴル兵を匿ったキリスト教徒であってもモンゴル軍の被害を受けた。在地のシャイフ（長老）の説得を受けてアバカは破壊と略奪を止めるよう軍隊に命じ、イスラム教徒の捕虜を釈放し、宮殿に帰還した後スライマーンを処刑した。
バイバルスの遠征はルーム・セルジュークを窮地から救うだけの成果は無く、イルハン朝の圧力がより増す結果に終わる。イルハン朝から宰相シャムスッディーン・ジュヴァイニーが派遣され、ルーム・セルジュークへの経済的な圧力がより強化された。1282年にカイホスロー3世はイルハン朝のハン・アフマドに廃されてエルズィンジャンに送られ、アフマドを討ってハンの地位に就いたアルグンからイルハン朝の王族コンクルタイ暗殺に関与した容疑をかけられて殺害された。カイカーウス2世の子マスウード2世とマスウード2世の兄（もしくは従兄弟）のカイクバード3世が領地を二分するが、2人のスルターンは権力を有していない状態にあった。
13世紀末になるとアナトリア半島の秩序は乱れ、領主は暴政を布き、官職の売買も行われるようになった。中央の支配力が衰えると、ウジと呼ばれる辺境地帯では居住するトゥルクマーンの反乱がしばしば発生する（ルーム・セルジューク朝#軍事も参照）。1288年に末期のルーム・セルジューク朝を支えた高官ファフル・アッディーン・アリーが没すると、官僚機構は機能を停止する。1307年までマスウード2世とカイクバード3世が短い間隔を置いて交互にスルターンの地位に就く状態が続き、1295年にマスウード2世は反乱への加担を疑われてガザン・ハンによって廃された時に、4人のルーム・セルジュークの高官が領内を分割して統治する状態になる。
14世紀に入ると、史料に書かれるルーム・セルジューク朝の内情は不明瞭になる。1308年にルーム・セルジュークのマスウード3世がカイセリで急死すると、男子の後継者が断絶する。1308年より後、アナトリアでセルジューク家の人間がスルターンに即位することは無く、ルーム・セルジューク朝は滅亡した。

## 社会

### 王権
大セルジューク朝と同じく、ルーム・セルジュークという「国家」は、王家の共有財産とみなされていた。実力、あるいは影響力を有してスルターンに即位した王家の人間は「国家」という財産を継承し、首都を居所とした。国家の統一はスルターンの双肩にかかっており、政府の影響力が低下した時、あるいはスルターンの没後には、しばしば紛争や後継者争いが勃発した。スルターン即位の儀式は建国当初は遊牧民的な色合いの残る質素なものであったが、次第にペルシア文化、ビザンティン文化、バグダードの文化が取り入れられた荘厳な式典が開かれるようになった。
創始者のスライマーン1世はバグダードのカリフより「スルターン」の称号を授与された。実際に「スルターン」を名乗ったのは2代目のクルチ・アルスラーン1世の時代からと考えられており、マスウード1世の時代から貨幣に「スルターン」の称号が刻まれるようになった。9代目のカイホスロー1世の治世に、宮廷に史書『胸の安らぎと喜びの証し』を献呈したラーヴァンディーは、カイホスロー1世を「セルジューク朝国家の後継者」と呼んだ（ルーム・セルジューク朝#文化も参照）。

### 統治機関
スルターンはディーヴァーン（官庁、閣議。アラビア語で官庁を意味するディーワーンを語源とする）によって輔弼され、ディーヴァーンはヴェズィール（宰相）、サヒビ・ディーヴァーン（官庁の代表）、あるいはスルターン自身が主宰した。ルーム・セルジュークの高官には、スルターンが首都を離れた際に国政を代行するナーイブ、財政を担当するムスタウフィ、イクター（封土）の付与と台帳の作成を担当するペルワネジ、軍隊の俸給と輜重を管理するアミーリ・アルズ、スルターンの命令を起草するトゥライー、財政と行政を監視するムシュリフィ・ママーリクなどがあった。ヴェズィールが主宰したディーヴァーンからの命令を処理するため、これらの高官も別途ディーヴァーンを主宰した。
一方、地方の州はマリク（諸王）の地位を与えられたスルターンの兄弟、王子によって統治され、彼らはヴァーリ（知事）の補佐を受けた。沿岸部の州にはアミーリ・サワーヒルという司令官が置かれ、彼らは艦隊の指揮を委ねられた。ルーム・セルジューク朝が新たに獲得した征服地の統治は征服した人物に委ねられ、征服者はしばしばベイ（君侯）の称号で呼ばれた。ベイたちには租税の徴収が与えられ、土地は征服者の一族に世襲された。
裁判はカーディー（裁判官）が管轄していたが、軍事裁判はカーディレシュケルという軍法の審理を行う判事が担当していた。

### 軍事
ルーム・セルジューク朝の軍隊は、大セルジューク朝と同じく、スルターンの親衛隊であるカプクル、イクターを与えられたスィパーヒー（シパーヒー、騎士）で構成されていた。カプクルは歩兵と騎兵の混成部隊であり、戦争で捕らえた他国の捕虜や軍人奴隷が成員となっていた。雑多な成員で構成されるカプクルに対して、スィパーヒーはトゥルクマーンで構成されていた。県の中心地に配置されたスィパーヒーはスーバシュという司令官によって統率され、スーバシュは軍事と共に県内の治安の維持も担当した。スーバシュたちはセルレシュケルという軍管区の長の指揮下にあり、セルレシュケルの中で最も有能な者がマリク・アル・ウラマー（ベイレルベイ、司令官）として国内の軍事を統括した。
また、ウジ（端、辺境の意味）と呼ばれた辺境地帯にはトゥルクマーンの諸部族を基盤とする前線基地が設置され、防衛と攻撃の要となった。ウジを構成するトゥルクマーンは13世紀にモンゴル帝国の攻撃を避けてアナトリア半島に避難した遊牧民が中心となっていた。当初彼らはルーム・セルジュークと戦うがやがて軍隊に編入され、在地のギリシア系の正教徒と戦い、あるいは融和しながら共存関係を築いた。
このウジの指導者や、征服地を統治したベイの中からベイリク（君侯国）が生まれる。ベイリクの一つであるサルトゥク侯国、マンギュチ侯国はルーム・セルジューク朝と争い、13世紀にルーム・セルジュークに併合された。ルーム・セルジュークの滅亡後にはアナトリアにベイリクが乱立する状態になっており、割拠したベイリクの中には現在のトルコ共和国の土台となるオスマン帝国も含まれていた。

### 農民、都市住人
農業には西トルキスタンから流入したと思われる農民、トルコ化した先住民、強制的に移住させられたギリシャ人農民が携わっていた。農業を常態とする小作農は少なく、大半は日雇い、半常態の有期的な雇用形態をとっていた。また、スライマーン1世はビザンツ帝国によってアナトリアに移住させられたワラキア人、スラヴ人、シリア人農民を保護し、納税を条件に農奴を解放した。12世紀から13世紀にかけてビザンツ帝国の支配力が弱まり、ビザンツ領内の治安が悪化すると、ギリシャ人農民の中にはルーム・セルジューク朝を初めとするトゥルクマーンの政権に逃亡する者も現れる。
軍事、経済、交通の要衝である都市にはトゥルクマーンのほかに、ギリシャ人、アルメニア人、ユダヤ人が居住していた。都市住民の多数を占める職人はロンジャ（同業組合）を結成し、13世紀後半に出現したアヒー（同胞団）が都市住民に影響を及ぼした。租税については、都市民は国家の徴税官に納め、農民は土地の管理者に税を収めた。
13世紀のアナトリアでは、華やかな文化を謳歌する都市住民に対して、農民は彼らの生活を支える活動に従事していた。農民たちはアナトリア内での戦争と略奪に晒され、農地は荒廃し、収穫に多大な打撃を受けた。こうした状況下で農民たちの不満は蓄積され、1240年から1241年にかけてのババ・イスハークの反乱で不満が爆発、反乱は宗教的、かつ奢侈な生活を送る貴族社会に反発する反封建的な性質を有していた。

### 民族
ルーム・セルジューク朝の成立以前のアナトリア半島の住民は、大半が正教会を信仰するギリシア語を母国とする人々だった。マラズギルトの戦い以後、アナトリアにイスラム教を信仰し、テュルク諸語を話すトゥルクマーンが進出すると、スライマーン1世に従ってアナトリアに移ったトゥルクマーンは封土を与えられ、かつてビザンツ帝国に属していたキリスト教徒の住民はトゥルクマーンたちの支配下に置かれた。在地のギリシャ人貴族は領地を捨てて西方に移住するか、あるいはそのままアナトリアにとどまりルーム・セルジュークに仕えるかの道を選んだ。ルーム・セルジュークの歴代スルターンの中にはキリスト教を信仰するギリシャ人を妻に持つ、あるいは彼女たちの血を引く者も多くいた。
13世紀に入ると東方のモンゴル帝国の拡張に伴って、中央ユーラシア、イランのトゥルクマーン系遊牧民がアナトリア半島に移動する現象が起こり、彼らは辺境部に居住した。遊牧民と定住生活を営む先住民は互いの生活空間が異なるため、平時は共存関係にあったと考えられている。
12世紀のトゥルクマーンの生活様式については、彼らは遊牧生活を送り、また農耕民族からの略奪行為が日常生活の一部となっていたことが、当時のビザンツ帝国の歴史家ヨハネス・キンモナスによって記録されている。遊牧生活を営んでいたトゥルクマーンの定住化が進むとともに、アナトリアの先住民の間にもテュルク諸語が浸透し、アナトリアのトルコ化が進む。トゥルクマーンの諸部族には部族の大きさに応じた租税が課されたが、ウジなどの辺境地域に駐屯する部族は免税されることが多かった。辺境地帯のトゥルクマーンは独立性が強く、ルーム・セルジュークはトゥルクマーンを支配下に置くため、定住化の推進、部族長への称号の授与などの政策を採った。
カイクバード1世の治世に行われた人事改革では、トルコ系以外に、在地のギリシャ系住民、西欧出身のフランク人、モンゴル軍の侵入を避けて中央アジアやイランからアナトリアに逃れたイラン系の人間も多く登用された。この時期にアナトリアに移住したイラン系の人物として、詩作や宗教活動で名を残したジャラール・ウッディーン・ルーミーや、歴史家イブン・ビービーの両親などが挙げられる。

## 経済

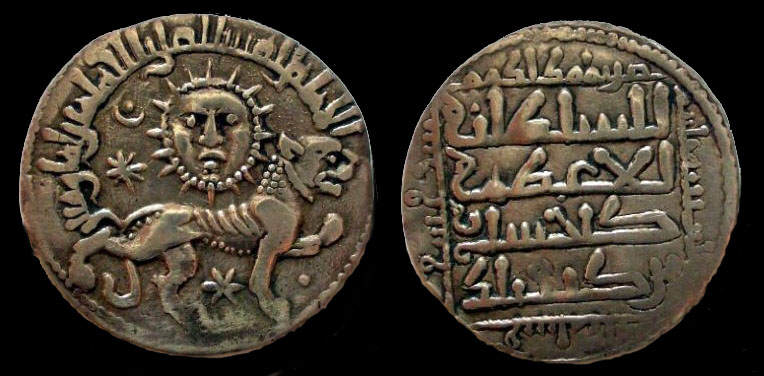
カイホスロー2世の治世に鋳造されたディルハム銀貨

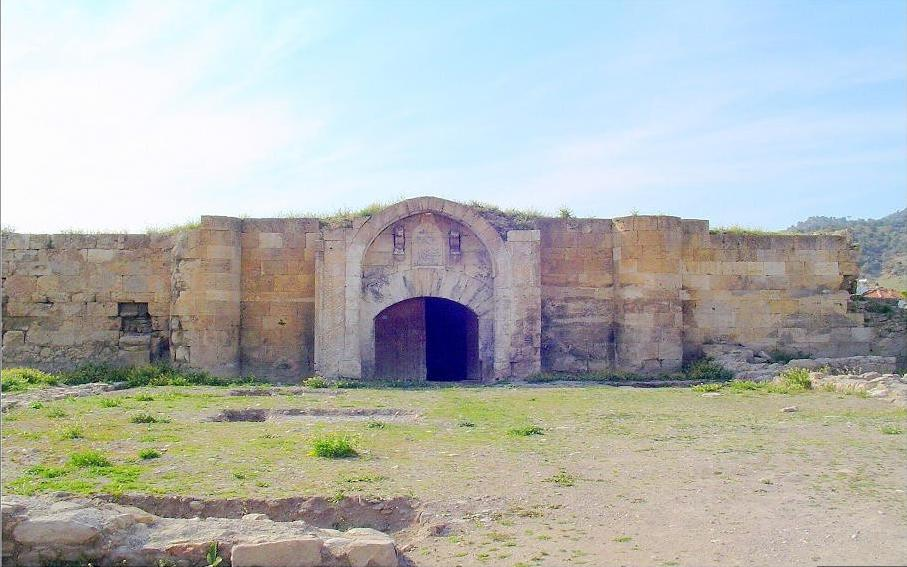
カルダクのキャラバンサライ

当初のルーム・セルジューク朝の収入は、属領からの貢納と戦利品が大部分を占めていた。国家の発展につれて支出は増大し、政府は収入の確保のために地方の産業の育成と交易の活性化に力を注いだ。
アナトリア半島は交易の十字路に位置するために近隣の地域から隊商が盛んに往来しており、ルーム・セルジューク朝は中継貿易によって利益を得ていた。輸入品が少ない反面、輸出品の品目が多いのがルーム・セルジュークの交易の特徴であり、以下の品目がアナトリアから他の地域へ輸出された。
- 樹脂、木材、銅、銀、絹、じゅうたん、ゴザ、綿花、胡麻、蜜、皮革、みょうばん[112]

13世紀半ばになると輸入量が増加し、以下の商品がアナトリアに輸入されるようになる。
- エジプト、シリアからの輸入品：香料、砂糖、武器、綿花、綿布[114]
- バグダードからの輸入品：毛織物、絹、麝香、キャラボク、龍涎香[114]

ルーム・セルジュークの下ではアナトリア半島の秩序が保たれ、治安が保たれた通商路は商業の発展を生み出し、隊商が利用するハーン（隊商宿）、橋梁、道路の建設と修復が進められた。ハーンの中で有名なものとしてはコンヤ・アクサライ間に設置されたスルターン・ハーン、カイセリ・マラティヤ間に設置されたカラタイ・ハーンが挙げられる。また、交易の発展に伴い、各地にバザールが設置される。
ルーム・セルジューク朝の商業の中心地はアナトリア中央部のスィヴァス、黒海沿岸のスィノプだった。スィヴァスは東方交易の拠点として機能し、ルーム・セルジュークの商人は商取引の仲介や商品の運搬を担った。一方、13世紀初頭にルーム・セルジュークの支配下に入ったスィノプは、クリミア半島や南ロシアとの交易地として様々な商品が運ばれ、国庫を潤した交易に携わったのはギリシャ人とアルメニア人が主だったが、第4回十字軍の後、1204年にラテン帝国が成立するとコンスタンティノープルに西欧の商人が多く到来し、交易におけるギリシャ人の地位は衰退する。西欧の商人もルーム・セルジュークと交易を行い、ヴェネツィア共和国、ジェノヴァ共和国、プロヴァンス地方の商人はルーム・セルジュークと通商条約を締結していた。ルーム・セルジュークがモンゴルに従属した後も通商は行われ、1276年にはジェノヴァ商人がスィヴァスに領事館を設置してモンゴルと交渉を行った。
カイクバード1世の時代、ルーム・セルジューク朝は政治、文化と共に経済面でも最盛期を迎える。コンヤ、スィヴァスは中近東の交易都市としての重要性をより増し、手工業は保護を受け、発達が促された。手工業が発展の一例としては、製糖工場の建設が挙げられる。

## 外交

### 大セルジューク朝
ルーム・セルジューク朝が本国である大セルジューク朝から独立を宣言したのは創始者のスライマーン1世、もしくはクルチ・アルスラーン1世と考えられている。ルーム・セルジューク朝は大セルジューク朝の支配権を承認していた。しかし、内政に関しては本国から完全に独立しており、ビザンツとの戦争、外交についても大セルジューク朝のスルターンを経ずに行うことができた。建国期にクタルミシュ、スライマーン1世、クルチ・アルスラーン1世の3名がセルジューク家の人間に敗れて戦死したことはルーム・セルジューク朝の外交方針に大きな影響を与え、クルチ・アルスラーン1世より後の世代の王は大セルジューク朝と争うことは無かった。

### ビザンツ帝国
ルーム・セルジューク朝とビザンツ帝国は時に争い、また数度にわたって和約協定を結んだ。ビザンツはルーム・セルジュークを抑えるために、しばしばダニシュメンド朝、ザンギー朝を巻き込んでの外交政策を展開した。
1081年にルーム・セルジューク朝とビザンツ帝国の間にドラコン川を国境とする条約が結ばれ、この時ルーム・セルジュークからビザンツ皇帝アレクシオス1世に兵力が提供された。クルチ・アルスラーン1世没後のルーム・セルジューク内の内訌にはビザンツも介入し、マスウード1世の即位後もビザンツからの攻撃は続いた。
1161年にクルチ・アルスラーン2世がコンスタンティノープルを訪問した際には80日間にも及ぶ盛大な宴会が開かれたが、ビザンツの態度は高圧的であり、侮蔑の感情も混じっていた。この時、クルチ・アルスラーンはビザンツへの都市の割譲と軍事力の提供を約するが、彼は北イタリア政策を巡ってビザンツと対立していた神聖ローマ皇帝フリードリヒ1世からの支持を頼みとして、条約を履行しなかった。1162年から1174年までの間、ビザンツ皇帝マヌエル1世はヨーロッパ方面の政策、クルチ・アルスラーンはダニシュメンド朝との抗争にかかりきりであったため、両国の間に大規模な軍事衝突は発生しなかった。1175年から1176年初旬にかけてクルチ・アルスラーンはコンスタンティノープルに和平協定の更新を求める使節を派遣するが拒絶され、ビザンツより遠征軍が派遣された。ビザンツの遠征軍が敗北すると1176年春にマヌエル1世自らが指揮を執る軍が派遣され、ミュリオケファロンの戦いに至る。ミュリオケファロンの戦い以後ビザンツがルーム・セルジュークに対して大規模な攻撃を行うことは無くなったが、第4回十字軍の後にアナトリアに成立したニカイア帝国やトレビゾンド帝国とはしばしば交戦した。
両国の宮廷の間には交流が存在し、コンヤの宮廷にはビザンツ出身者の官吏が多く仕官し、コンスタンティノープルにもテュルク系の廷臣が席を有していた。2つの宮廷を行き来する書簡において、両国は互いにビザンツ皇帝を父、スルターンを子と呼び合ってやり取りを行っていた。政争に敗れた人物が相手側の宮廷に亡命することもしばしばあった。コンヤからはカイホスロー1世、カイカーウス2世らがコンスタンティノープルに亡命し、ビザンツからはビザンツ皇帝を自称したテオドロス・マンガファス、ニカイア帝国内の政争に巻き込まれたミカエル・パレオロゴスらがコンヤに亡命した。また、皇帝ヨハネス2世の甥はルーム・セルジュークの王女と結婚し、イスラームに改宗する選択をとった。

### モンゴル帝国
ルーム・セルジューク朝がモンゴル帝国と初めて接触したのは、ヒジュラ暦633年（1235年 - 1236年）のカイクバード1世の治世だと考えられている。カイクバードは貢物を贈ってモンゴルとの友好関係を構築することに努める一方で、国境地帯の防備を強化した。
キョセ・ダーの戦いの後、モンゴル帝国はルーム・セルジューク朝に貢納を課した。その内容は多量の金貨、500匹の絹、500匹のラクダ、500匹の羊を毎年モンゴルの宮廷に納付し、費用はルーム・セルジューク側が負担する条件だった。また、ルーム・セルジュークは領内に滞在するモンゴルの使節に、彼らが必要とする物品を供給しなければならなかった。
カイカーウス2世の在位中、モンゴルの宮廷に派遣された王弟クルチ・アルスラーンが、グユク・カンの支持を背景にスルターンの地位を要求する事件が起きる。クルチ・アルスラーンの請求は実現せず、カイカーウスは彼を許して共同統治者の地位に戻したが、この事件はモンゴル帝国の権力者の意向がスルターンの位に反映される時代の始まりだった。モンゴルの従属下にある状況に対して、カイカーウスは領地の半分を譲ることを条件にマムルーク朝のスルターン・バイバルスから軍事協力を得ようとしたが、実現には至らなかった。1261年に積極的にモンゴル帝国に協力する意思を見せなかったカイカーウスがアナトリアから放逐され、イルハン朝の支持を得たクルチ・アルスラーンが即位したことは、ルーム・セルジュークの主権の喪失を象徴する事件と言える。
カイホスロー3世以後のスルターンはイルハン朝の意向によって廃位され、政務を取り仕切る大臣もイルハン朝の意を受けて動いていた。13世紀末から14世紀にかけて断続的にスルターンに擁立されたカイクバード3世の権威は、イルハン朝から派遣された代官に比べて微弱なものだった。

## 宗教

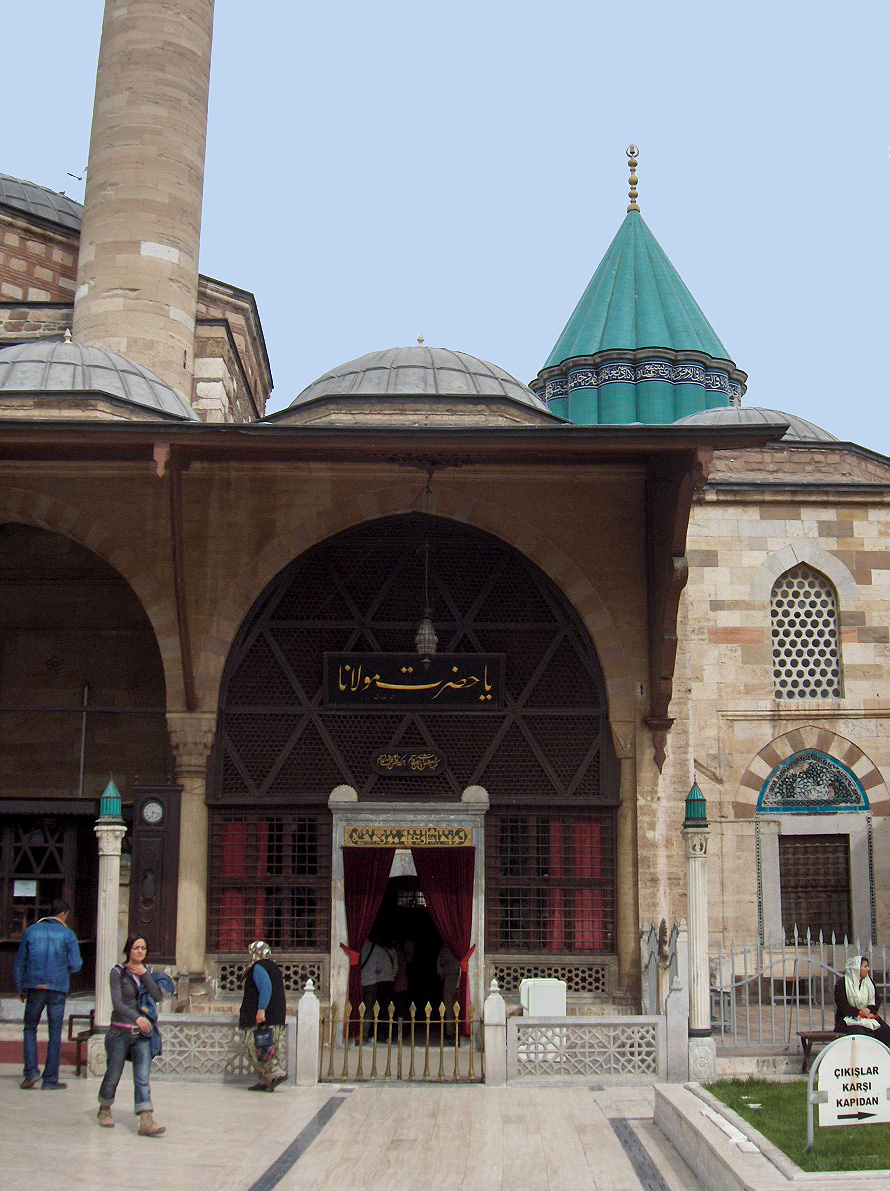
ルーミーの廟である「緑のドーム」

ルーム・セルジューク朝ではスンナ派のイスラム教が公式の宗教とされ、都市部の住民や農民たちもスンナ派を信仰していた。スルターンはアッバース朝のカリフと友好関係を保ち、王朝では宗教的平等が保障されていた。ルーム・セルジュークの領土に移住したトゥルクマーンの遊牧民もスンナ派を信仰するイスラム教徒だった。しかし、実際のところ彼らが信仰するイスラームはシャーマニズムに近いものであり、ダルヴィーシュ（修行僧）のバーバー（長老）たちの影響下に置かれていた。アナトリア半島の先住民であるキリスト教徒の中には利益、あるいは安全の確保を求めてイスラームに改宗する者もいたが、他方で神秘主義（スーフィズム）と民衆的なイスラームの教えに感化されて改宗した者もいた。13世紀末には、アナトリア半島の人口のおよそ80パーセントをイスラム教徒が占めると推定する声もある。
ルーム・セルジュークの下では多数の宗教団体が成立し、軍人と民衆の両方に影響を与えた。ルーム・セルジューク期の著名な宗教家としては、アンダルシア地方の神秘主義者（スーフィー）思想家イブン・アル＝アラビー、メヴレヴィー教団の祖であるジャラール・ウッディーン・ルーミーらが挙げられる。

## 文化
ルーム・セルジューク朝成立以前のアナトリア半島のイスラーム文化は、ほとんど姿を遺していない。ルーム・セルジュークの治下ではアナトリアの都市にモスク、マドラサ（学院）が多く建設され、この時代にはアナトリアのイスラーム化が進んだ。

### 文芸

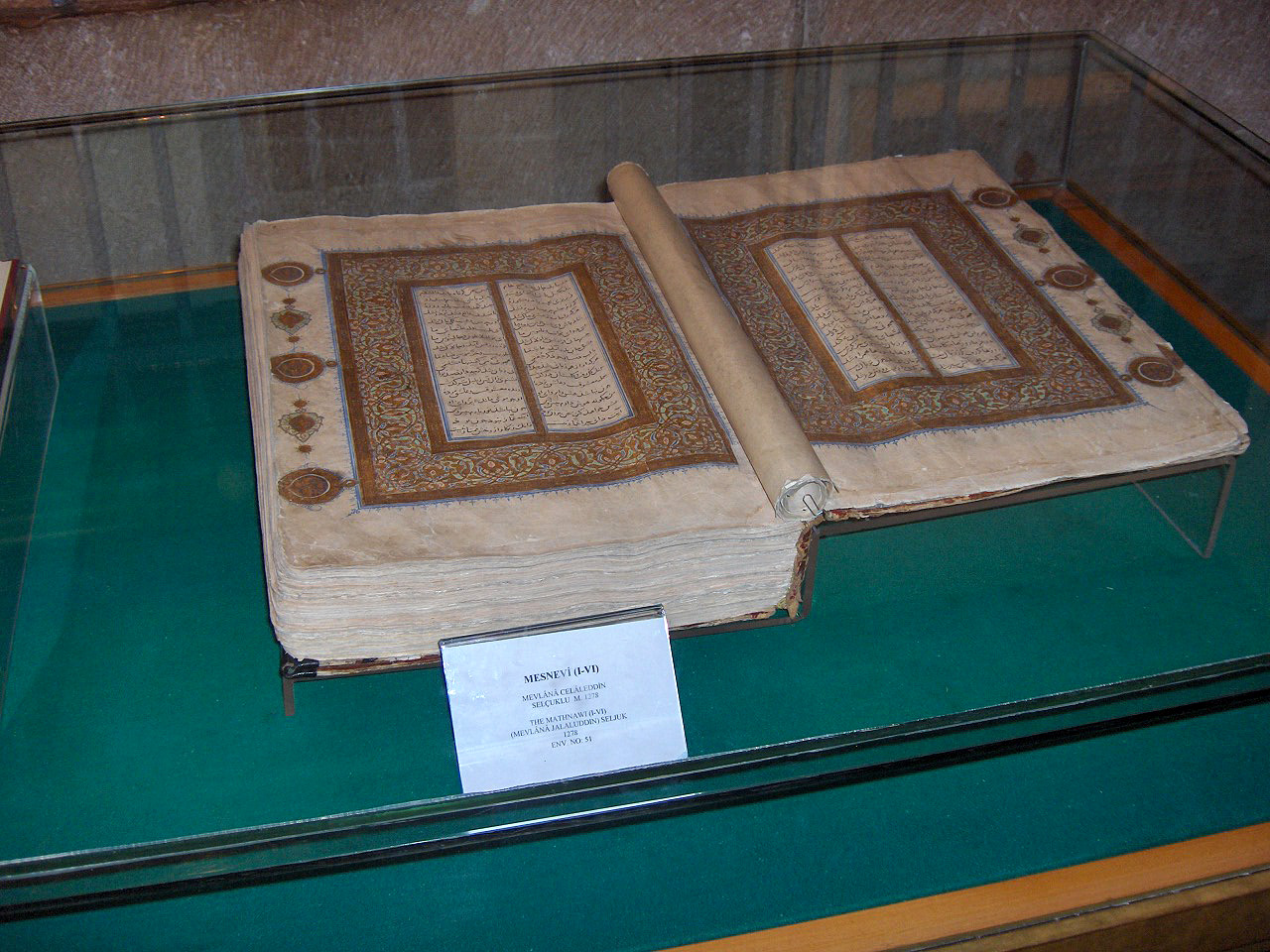
『精神的マスナヴィー』写本（コンヤのメヴラナ博物館蔵）

宮廷、官庁ではペルシア語が公用語として使われ、文章の作成には主にアラビア語が用いられた。1277年にクーデターによって成立したスィヤーヴシュの短期政権ではテュルク語が公用語に定められ、これがアナトリア半島の国家で最初にテュルク語が公用語に定められた最初の例となる。歴史書、文学作品は公用語であるペルシア語かアラビア語で書かれた物がほとんどで、テュルク系の言語で書かれた書物は少なかった。テュルク系の言語による文学活動としては、オザン（民衆詩人）が集会などで披露していた、コプーズという弦楽器を使って民族的英雄の活躍を詠う叙事詩を挙げられる。
宗教的な影響力を有していたダルヴィーシュの中には、民衆詩の形式に則った詩文を著した者もいた。ルーム・セルジューク朝期の作家として著名な人物として、ジャラール・ウッディーン・ルーミーが挙げられる。彼はコンヤを拠点として文学、宗教活動を行い、ペルシア語による詩集『シャムス・タブリーズィー詩集』『精神的マスナヴィー』を著した。
カイホスロー1世の治世、歴史家ラーヴァンディーによるペルシア語でセルジューク朝の歴史を記した『胸の安らぎと喜びの証し』が宮廷に献呈される。ラーヴァンディーは元々イラク・セルジューク朝のスルターン・トゥグリル3世の保護を受けていたが、1194年にトゥグリル3世が戦死してイラク・セルジュークが崩壊したため、セルジューク家の一員であるカイホスロー1世に著作を献呈した。

### 建築

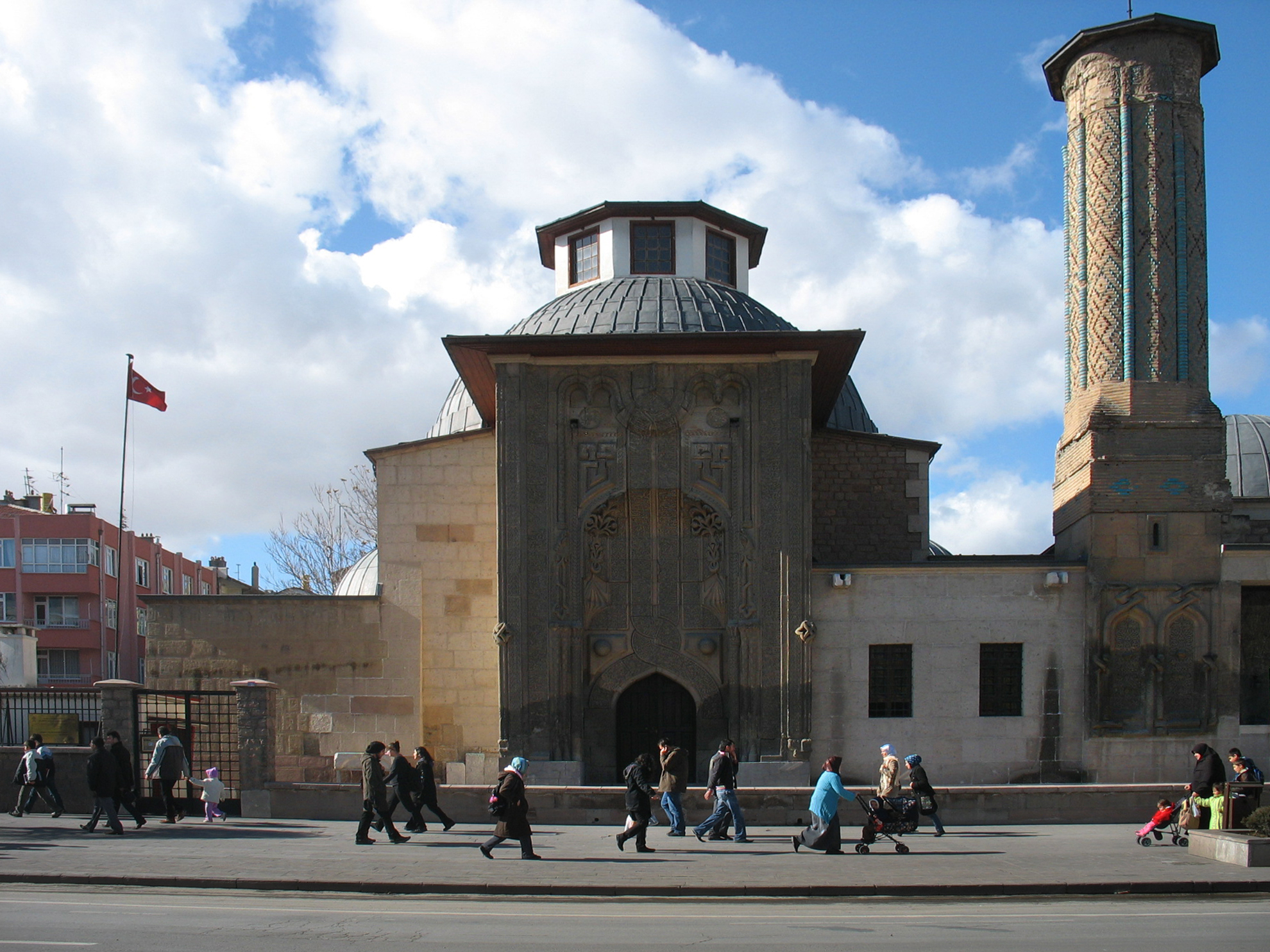
インジュミナレ

ルーム・セルジューク朝では、コンヤ、カイセリ、スィヴァスなどの主要な都市での戦闘に備えた大規模な城壁の建設、アナトリアの交易路を保護するためにキャラバンサライや橋梁の建設と整備が進められた。都市の内部にはスルターンや高官によってモスク、公衆浴場（ハンマーム）、病院が建設され、それらの施設の維持費はワクフによって賄われた。国家による建築事業は国力の衰えた王朝末期、王朝滅亡後のベイリク時代になってもなお続いた。
ルーム・セルジューク朝の建築物は中央アジア、ホラーサーン、イラン、イラクの建築物と同様の特徴を備えているほか、ビザンツ、シリア、アルメニアなどの周辺地域の建築様式の影響も受けている。また、寒冷かつ山岳地帯が多く含まれる地理的な要因を受けて、個性的な作品が多く現れた。直線的な構図を特徴として有し、モスク、メドレセは石彫りの草花や幾何学模様で装飾され、装飾として青、白、黒のタイルが張られている。代表的な建築物に、カイカーウス2世が建立したコンヤのインジュミナレ・メドレセ、スィヴァスのギョク・メドレセなどがある。

## 年表
- 1077年 - ルーム・セルジューク朝の独立が承認される
- 1086年 - スライマーン戦死で一時断絶
- 1092年 - 息子のクルチ・アルスラーン1世が即位し再建
- 1097年 - 第1回十字軍によって首都ニカイアを占領され（ニカイア包囲戦）、コンヤに移動。
- 1176年 - ミュリオケフォアロンの戦いで、皇帝マヌエル1世コムネノス率いる東ローマ帝国軍に勝利する
- 1178年 - ダニシュメンド朝を併合
- 1192年 - クルチ・アルスラーン2世が死去し、国家は分裂状態に
- 1207年 - 港湾都市アンタルヤを獲得、海洋への拠点を初めて得る
- 1211年 - カイホスロー1世がニカイア帝国軍との戦闘の前後に没。
- 1214年 - トレビゾンド帝国に勝利、黒海沿岸の港湾都市スィノプを割譲される
- 1227年 - クリミア半島遠征
- 1230年 - ヤッス・チメンの戦いでホラズム・シャー朝に勝利
- 1240年 - バーバー・イスハークの反乱
- 1243年 - モンゴル帝国とのキョセ・ダーの戦いに敗北。属国化へ
- 1261年 - カイカーウス2世の亡命
- 1277年 - バイバルスの遠征、カラマン家の反乱
- 1308年 - 滅亡

## 歴代スルターン
（スライマーン・イブン＝クタルミシュからカイホスロー3世までは『西アジア史 2 イラン・トルコ』（永田雄三編、新版世界各国史、山川出版社、2002年8月）付録66ページに収録されている系図を元に作成）
1. スライマーン・イブン＝クタルミシュ（在位：1077年 - 1086年）
2. クルチ・アルスラーン1世（在位：1092年 - 1107年）
3. マリク・シャー・イブン＝クルチ・アルスラーン（在位：1110年 - 1116年）
4. マスウード1世（在位：1116年 - 1155年）
5. クルチ・アルスラーン2世（在位：1155年 - 1192年）
6. カイホスロー1世（在位：1192年 - 1196年）
7. スライマーン2世（在位：1196年 - 1204年）
8. クルチ・アルスラーン3世（在位：1204年 - 1205年）
9. カイホスロー1世（2回目、在位：1205年 - 1211年）
10. カイカーウス1世（在位：1211年 - 1220年）
11. カイクバード1世（在位：1220年 - 1237年）
12. カイホスロー2世（在位：1237年 - 1245年）
13. カイカーウス2世（在位：1245年 - 1261年）
14. クルチ・アルスラーン4世（在位：1261年 - 1266年）
15. カイホスロー3世（在位：1266年 - 1284年）
16. マスウード2世（在位：1284年 - 1285年、1285年 - 1292年、1293年 - 1300年、1302年 - 1304年）[148]
17. カイクバード3世（在位：1285年、1292年 - 1293年、1300年 - 1302年、1304年 - 1308年）[148]
18. マスウード3世（在位：1308年）[148]

## 系図
|  |  |                   |                   |                   |                   |                          |                    |                    |                    |                          |                    | セルジューク      |                   |                   |                   |  |  |                           |                           |                           |                           |                           |                           |  |  |                 |                 |                 |                 |                 |                 |  |  |  |  |  |  |  |  |  |  |  |  |  |  |  |  |
|  |  |                   |                   |                   |                   |                          |                    |                    |                    |                          |                    |                   |                   |                   |                   |  |  |                           |                           |                           |                           |                           |                           |  |  |                 |                 |                 |                 |                 |                 |  |  |  |  |  |  |  |  |  |  |  |  |  |  |  |  |
|  |  |                   |                   |                   |                   |                          |                    |                    |                    |                          |                    |                   |                   |                   |                   |  |  |                           |                           |                           |                           |                           |                           |  |  |                 |                 |                 |                 |                 |                 |  |  |  |  |  |  |  |  |  |  |  |  |  |  |  |  |
|  |  |                   |                   |                   |                   | イスラーイール           | イスラーイール     | イスラーイール     | イスラーイール     | イスラーイール           | イスラーイール     |                   |                   |                   |                   |  |  | ミーカーイール            | ミーカーイール            | ミーカーイール            | ミーカーイール            | ミーカーイール            | ミーカーイール            |  |  |                 |                 |                 |                 |                 |                 |  |  |  |  |  |  |  |  |  |  |  |  |  |  |  |  |
|  |  |                   |                   |                   |                   | イスラーイール           | イスラーイール     | イスラーイール     | イスラーイール     | イスラーイール           | イスラーイール     |                   |                   |                   |                   |  |  | ミーカーイール            | ミーカーイール            | ミーカーイール            | ミーカーイール            | ミーカーイール            | ミーカーイール            |  |  |                 |                 |                 |                 |                 |                 |  |  |  |  |  |  |  |  |  |  |  |  |  |  |  |  |
|  |  |                   |                   |                   |                   | クタルミシュ             | クタルミシュ       | クタルミシュ       | クタルミシュ       | クタルミシュ             | クタルミシュ       |                   |                   |                   |                   |  |  | セルジューク朝            | セルジューク朝            | セルジューク朝            | セルジューク朝            | セルジューク朝            | セルジューク朝            |  |  |                 |                 |                 |                 |                 |                 |  |  |  |  |  |  |  |  |  |  |  |  |  |  |  |  |
|  |  |                   |                   |                   |                   | クタルミシュ             | クタルミシュ       | クタルミシュ       | クタルミシュ       | クタルミシュ             | クタルミシュ       |                   |                   |                   |                   |  |  | セルジューク朝            | セルジューク朝            | セルジューク朝            | セルジューク朝            | セルジューク朝            | セルジューク朝            |  |  |                 |                 |                 |                 |                 |                 |  |  |  |  |  |  |  |  |  |  |  |  |  |  |  |  |
|  |  |                   |                   |                   |                   | スライマーン1            |                    |                    |                    |                          |                    |                   |                   |                   |                   |  |  |                           |                           |                           |                           |                           |                           |  |  |                 |                 |                 |                 |                 |                 |  |  |  |  |  |  |  |  |  |  |  |  |  |  |  |  |
|  |  |                   |                   |                   |                   |                          |                    |                    |                    |                          |                    |                   |                   |                   |                   |  |  |                           |                           |                           |                           |                           |                           |  |  |                 |                 |                 |                 |                 |                 |  |  |  |  |  |  |  |  |  |  |  |  |  |  |  |  |
|  |  |                   |                   |                   |                   | クルチ・アルスラーン1世2 |                    |                    |                    |                          |                    |                   |                   |                   |                   |  |  |                           |                           |                           |                           |                           |                           |  |  |                 |                 |                 |                 |                 |                 |  |  |  |  |  |  |  |  |  |  |  |  |  |  |  |  |
|  |  |                   |                   |                   |                   |                          |                    |                    |                    |                          |                    |                   |                   |                   |                   |  |  |                           |                           |                           |                           |                           |                           |  |  |                 |                 |                 |                 |                 |                 |  |  |  |  |  |  |  |  |  |  |  |  |  |  |  |  |
|  |  |                   |                   |                   |                   |                          |                    |                    |                    |                          |                    |                   |                   |                   |                   |  |  |                           |                           |                           |                           |                           |                           |  |  |                 |                 |                 |                 |                 |                 |  |  |  |  |  |  |  |  |  |  |  |  |  |  |  |  |
|  |  | マリク・シャー3   | マリク・シャー3   | マリク・シャー3   | マリク・シャー3   | マリク・シャー3          | マリク・シャー3    |                    |                    | マスウード1世4           | マスウード1世4     | マスウード1世4    | マスウード1世4    | マスウード1世4    | マスウード1世4    |  |  |                           |                           |                           |                           |                           |                           |  |  |                 |                 |                 |                 |                 |                 |  |  |  |  |  |  |  |  |  |  |  |  |  |  |  |  |
|  |  | マリク・シャー3   | マリク・シャー3   | マリク・シャー3   | マリク・シャー3   | マリク・シャー3          | マリク・シャー3    |                    |                    | マスウード1世4           | マスウード1世4     | マスウード1世4    | マスウード1世4    | マスウード1世4    | マスウード1世4    |  |  |                           |                           |                           |                           |                           |                           |  |  |                 |                 |                 |                 |                 |                 |  |  |  |  |  |  |  |  |  |  |  |  |  |  |  |  |
|  |  |                   |                   |                   |                   |                          |                    |                    |                    | クルチ・アルスラーン2世5 |                    |                   |                   |                   |                   |  |  |                           |                           |                           |                           |                           |                           |  |  |                 |                 |                 |                 |                 |                 |  |  |  |  |  |  |  |  |  |  |  |  |  |  |  |  |
|  |  |                   |                   |                   |                   |                          |                    |                    |                    |                          |                    |                   |                   |                   |                   |  |  |                           |                           |                           |                           |                           |                           |  |  |                 |                 |                 |                 |                 |                 |  |  |  |  |  |  |  |  |  |  |  |  |  |  |  |  |
|  |  |                   |                   |                   |                   |                          |                    |                    |                    |                          |                    |                   |                   |                   |                   |  |  |                           |                           |                           |                           |                           |                           |  |  |                 |                 |                 |                 |                 |                 |  |  |  |  |  |  |  |  |  |  |  |  |  |  |  |  |
|  |  |                   |                   |                   |                   | カイホスロー1世6,9       | カイホスロー1世6,9 | カイホスロー1世6,9 | カイホスロー1世6,9 | カイホスロー1世6,9       | カイホスロー1世6,9 |                   |                   |                   |                   |  |  | スライマーン2世7          | スライマーン2世7          | スライマーン2世7          | スライマーン2世7          | スライマーン2世7          | スライマーン2世7          |  |  |                 |                 |                 |                 |                 |                 |  |  |  |  |  |  |  |  |  |  |  |  |  |  |  |  |
|  |  |                   |                   |                   |                   | カイホスロー1世6,9       | カイホスロー1世6,9 | カイホスロー1世6,9 | カイホスロー1世6,9 | カイホスロー1世6,9       | カイホスロー1世6,9 |                   |                   |                   |                   |  |  | スライマーン2世7          | スライマーン2世7          | スライマーン2世7          | スライマーン2世7          | スライマーン2世7          | スライマーン2世7          |  |  |                 |                 |                 |                 |                 |                 |  |  |  |  |  |  |  |  |  |  |  |  |  |  |  |  |
|  |  |                   |                   |                   |                   |                          |                    |                    |                    |                          |                    |                   |                   |                   |                   |  |  |                           |                           |                           |                           |                           |                           |  |  |                 |                 |                 |                 |                 |                 |  |  |  |  |  |  |  |  |  |  |  |  |  |  |  |  |
|  |  | カイカーウス1世10 | カイカーウス1世10 | カイカーウス1世10 | カイカーウス1世10 | カイカーウス1世10        | カイカーウス1世10  |                    |                    | カイクバード1世11        | カイクバード1世11  | カイクバード1世11 | カイクバード1世11 | カイクバード1世11 | カイクバード1世11 |  |  | クルチ・アルスラーン3世8  | クルチ・アルスラーン3世8  | クルチ・アルスラーン3世8  | クルチ・アルスラーン3世8  | クルチ・アルスラーン3世8  | クルチ・アルスラーン3世8  |  |  |                 |                 |                 |                 |                 |                 |  |  |  |  |  |  |  |  |  |  |  |  |  |  |  |  |
|  |  | カイカーウス1世10 | カイカーウス1世10 | カイカーウス1世10 | カイカーウス1世10 | カイカーウス1世10        | カイカーウス1世10  |                    |                    | カイクバード1世11        | カイクバード1世11  | カイクバード1世11 | カイクバード1世11 | カイクバード1世11 | カイクバード1世11 |  |  | クルチ・アルスラーン3世8  | クルチ・アルスラーン3世8  | クルチ・アルスラーン3世8  | クルチ・アルスラーン3世8  | クルチ・アルスラーン3世8  | クルチ・アルスラーン3世8  |  |  |                 |                 |                 |                 |                 |                 |  |  |  |  |  |  |  |  |  |  |  |  |  |  |  |  |
|  |  |                   |                   |                   |                   |                          |                    |                    |                    | カイホスロー2世12        |                    |                   |                   |                   |                   |  |  |                           |                           |                           |                           |                           |                           |  |  |                 |                 |                 |                 |                 |                 |  |  |  |  |  |  |  |  |  |  |  |  |  |  |  |  |
|  |  |                   |                   |                   |                   |                          |                    |                    |                    |                          |                    |                   |                   |                   |                   |  |  |                           |                           |                           |                           |                           |                           |  |  |                 |                 |                 |                 |                 |                 |  |  |  |  |  |  |  |  |  |  |  |  |  |  |  |  |
|  |  |                   |                   |                   |                   |                          |                    |                    |                    |                          |                    |                   |                   |                   |                   |  |  |                           |                           |                           |                           |                           |                           |  |  |                 |                 |                 |                 |                 |                 |  |  |  |  |  |  |  |  |  |  |  |  |  |  |  |  |
|  |  |                   |                   |                   |                   | カイカーウス2世13        | カイカーウス2世13  | カイカーウス2世13  | カイカーウス2世13  | カイカーウス2世13        | カイカーウス2世13  |                   |                   |                   |                   |  |  | クルチ・アルスラーン4世14 | クルチ・アルスラーン4世14 | クルチ・アルスラーン4世14 | クルチ・アルスラーン4世14 | クルチ・アルスラーン4世14 | クルチ・アルスラーン4世14 |  |  | カイクバード2世 | カイクバード2世 | カイクバード2世 | カイクバード2世 | カイクバード2世 | カイクバード2世 |  |  |  |  |  |  |  |  |  |  |  |  |  |  |  |  |
|  |  |                   |                   |                   |                   | カイカーウス2世13        | カイカーウス2世13  | カイカーウス2世13  | カイカーウス2世13  | カイカーウス2世13        | カイカーウス2世13  |                   |                   |                   |                   |  |  | クルチ・アルスラーン4世14 | クルチ・アルスラーン4世14 | クルチ・アルスラーン4世14 | クルチ・アルスラーン4世14 | クルチ・アルスラーン4世14 | クルチ・アルスラーン4世14 |  |  | カイクバード2世 | カイクバード2世 | カイクバード2世 | カイクバード2世 | カイクバード2世 | カイクバード2世 |  |  |  |  |  |  |  |  |  |  |  |  |  |  |  |  |
|  |  |                   |                   |                   |                   |                          |                    |                    |                    |                          |                    |                   |                   |                   |                   |  |  |                           |                           |                           |                           |                           |                           |  |  |                 |                 |                 |                 |                 |                 |  |  |  |  |  |  |  |  |  |  |  |  |  |  |  |  |
|  |  | マスウード2世16   | マスウード2世16   | マスウード2世16   | マスウード2世16   | マスウード2世16          | マスウード2世16    |                    |                    | Faramurz                 | Faramurz           | Faramurz          | Faramurz          | Faramurz          | Faramurz          |  |  | カイホスロー3世15         | カイホスロー3世15         | カイホスロー3世15         | カイホスロー3世15         | カイホスロー3世15         | カイホスロー3世15         |  |  |                 |                 |                 |                 |                 |                 |  |  |  |  |  |  |  |  |  |  |  |  |  |  |  |  |
|  |  | マスウード2世16   | マスウード2世16   | マスウード2世16   | マスウード2世16   | マスウード2世16          | マスウード2世16    |                    |                    | Faramurz                 | Faramurz           | Faramurz          | Faramurz          | Faramurz          | Faramurz          |  |  | カイホスロー3世15         | カイホスロー3世15         | カイホスロー3世15         | カイホスロー3世15         | カイホスロー3世15         | カイホスロー3世15         |  |  |                 |                 |                 |                 |                 |                 |  |  |  |  |  |  |  |  |  |  |  |  |  |  |  |  |
|  |  |                   |                   |                   |                   |                          |                    |                    |                    | カイクバード3世17        |                    |                   |                   |                   |                   |  |  |                           |                           |                           |                           |                           |                           |  |  |                 |                 |                 |                 |                 |                 |  |  |  |  |  |  |  |  |  |  |  |  |  |  |  |  |
|  |  |                   |                   |                   |                   |                          |                    |                    |                    |                          |                    |                   |                   |                   |                   |  |  |                           |                           |                           |                           |                           |                           |  |  |                 |                 |                 |                 |                 |                 |  |  |  |  |  |  |  |  |  |  |  |  |  |  |  |  |
|  |  |                   |                   |                   |                   |                          |                    |                    |                    | マスウード3世18          |                    |                   |                   |                   |                   |  |  |                           |                           |                           |                           |                           |                           |  |  |                 |                 |                 |                 |                 |                 |  |  |  |  |  |  |  |  |  |  |  |  |  |  |  |  |